# Bazaria
Bazaria é um gênero de mariposa pertencente à família Crambidae.